# Stade de l'Abbé-Deschamps
O Stade l'Abbé-Deschamps é um estádio de futebol localizado em Auxerre, na França. Pertence e abriga jogos do clube AJ Auxerre. Sua capacidade é de 23.467 espectadores.

## História
Construído em 1905, apenas foi inaugurado oficialmente em 1918. Passou por uma reformulação em 1994, o que deixou-o mais moderno, chegando a sediar dois jogos da Seleção Francesa, em 1996 e 2007.
O recorde de público do estádio foi em 1996, na vitória do Auxerre por 2 a 1 sobre o Nantes.